# 古東普省

12°34′40″N 15°52′20″W / 12.57778°N 15.87222°W
古東普省（法語：Département de Goudomp），是塞內加爾的省份，位於該國南部，由塞久區負責管轄，首府設於古東普，北面是塞久省，始建於2008年7月10日，2013年該省份人口156,095。